# Högt spel
Högt spel (originaltitel Lady Luck) är en Hollywood-film från 1946 med Robert Young och Barbara Hale i huvudrollerna. Den handlar om en professionell hasardspelare som blir kär i en kvinna som avskyr hasardspel.

## Rollista (i urval)
- Robert Young - Larry Scott
- Barbara Hale - Mary Audrey
- Frank Morgan - William Audrey
- James Gleason - Sacramento Sam
- Don Rice - Eddie
- Harry Davenport - domare Martin